# Cour d'assises (Belgique)
Pour les articles homonymes, voir Cour d'assises.
En Belgique, la cour d’assises (en néerlandais : hof van assisen ; en allemand : Assisenhof) est une juridiction compétente pour les crimes graves qui ne peuvent être renvoyés devant le tribunal correctionnel ; à savoir le meurtre ou la tentative de meurtre, l’assassinat ou la tentative d’assassinat, la prise d’otage mortelle ou encore les faits de mœurs graves. Les délits politiques et de presse sont aussi de son ressort. Il y a onze cours d'assises, une pour chaque province et celle de Bruxelles-Capitale.

## Composition
La Cour d’assises n’est pas une juridiction permanente. Elle est composée de trois magistrats professionnels et d’un jury de douze citoyens. Chaque province compte une Cour d’assises.

### La cour
La cour est composée d’un président et de deux assesseurs. Le président est un magistrat auprès de la cour d'appel. Ses deux assesseurs sont des magistrats du siège du tribunal de première instance.
Le président est chargé de diriger les débats, de l’ordre dans la salle d’audience. Il dispose aussi d’un pouvoir discrétionnaire lui permettant de prendre toute mesure qu’il juge nécessaire à la manifestation de la vérité (ex : demander l’audition de témoins spécifiques).

### Le jury
Un jury d’assises est composé de douze citoyens. Un ou plusieurs jurés suppléants assistent également aux débats et peuvent à tout moment être appelés à remplacer un juré défaillant. Lors de la composition du jury, au maximum deux tiers des membres du jury sont du même sexe.
Pour être porté sur la liste des jurés, il faut remplir certaines conditions, :
- être inscrit au registre des électeurs des chambres législatives ;
- jouir de ses droits civils et politiques ;
- être âgé de 28 ans accomplis et de moins de 65 ans[4] au moment de l’établissement des listes communales ;
- savoir lire et écrire.
- n'avoir subi aucune condamnation pénale à une peine d'emprisonnement de plus de quatre mois ou à une peine de travail de plus de 60 heures.

Les jurés doivent résider dans la province où se tient la cour d’assises.

### Les autres acteurs
L’accusation est soutenue par l’avocat général à qui il incombe la responsabilité d’apporter la preuve de la culpabilité de l’accusé. Si celui-ci est reconnu coupable du crime qui lui est reproché, l’avocat général réclame une peine à appliquer au nom de la société.
L’avocat général est un substitut du procureur général ou du procureur du Roi. Il peut également arriver que l’accusation soit elle-même soutenue par le Procureur du Roi lors d’un procès d’assises (ce fut le cas dans le procès de Marc Dutroux). L’avocat général est aussi désigné par les termes de « ministère public » ou de « représentant de la société ».
Les victimes ou leurs ayants-droit éventuels, désignées par parties civiles, peuvent être représentées par un ou plusieurs avocats. La présence de parties civiles dans une procédure pénale, comme un procès d’assises, n’est cependant pas obligatoire.
L’accusé qui doit répondre du crime est également défendu par un ou plusieurs avocats. Il s’agit de la défense.
Un greffier assiste également au procès en prenant acte par écrit des différentes demandes, des éventuels incidents et des différentes formalités. Le contenu des débats n’est par contre pas consigné, la procédure en cour d’assises étant orale.

## Fonctionnement
Un procès d’assises comporte plusieurs phases distinctes.

### Mise en place du jury
Chaque procès d’assises débute par la formation du jury. Un certain nombre de citoyens sont convoqués comme candidats jurés au premier jour du procès. Ils sont invités à se présenter dans la salle d’audience devant la cour, le ministère public et la défense. Chaque candidat peut demander à être dispensé en raison de motifs personnels. La cour apprécie ces demandes.
Après un tirage au sort parmi les candidats restants, certains se présentent physiquement devant l’avocat général et la défense. Chaque partie peut récuser jusqu'à huit candidats présentés. Ce choix ne doit cependant pas être motivé.
Le processus se poursuit jusqu’à ce que 12 jurés effectifs ainsi qu’un ou plusieurs jurés suppléants soient retenus.

### Instruction d’audience
Un procès d’assises débute par la lecture de l’acte d’accusation par l’avocat général. Ce document écrit contient un résumé de l’affaire traitée avec une description des faits reprochés ainsi qu’une présentation de l’accusé et éventuellement de la victime.
À l’issue de la lecture de l’acte d’accusation, le président procède à l’interrogatoire de l’accusé sur les faits qui lui sont reprochés.
Divers témoins et experts sont ensuite entendus : juges d’instruction, enquêteurs, experts psychiatres, témoins des faits, victime, proches de la victime et de l’accusé…
Les auditions de témoins peuvent durer plusieurs jours, voire plusieurs semaines.
Le président, ses assesseurs, le jury, les différents avocats ainsi que l’accusé ont la faculté de questionner les témoins. Le président et le jury se doivent cependant d’être impartiaux dans la formulation de leurs questions afin de ne pas dévoiler leur position.

### Débat sur la culpabilité
Chaque partie va tenter de prouver la culpabilité de l’accusé ou au contraire son innocence en plaidant différents arguments. Si l’accusé est en aveux, la défense peut insister sur les circonstances des faits pouvant excuser l’acte.
Les plaidoiries se déroulent dans un ordre défini : d'abord les parties civiles éventuelles, puis le ministère public et enfin la défense de l’accusé.
À l’issue des plaidoiries, chaque partie a l’occasion de répondre aux arguments défendus par les autres parties. Il s’agit des « répliques ».
Le président donne ensuite la parole en dernier lieu à l’accusé en lui demandant s’il a quelque chose à ajouter pour sa défense.

### Délibération du jury
À l’issue de l’instruction d’audience et du débat sur la culpabilité, un questionnaire est présenté au jury. Celui-ci comporte une ou plusieurs questions principales concernant la culpabilité de l’accusé et éventuellement une ou plusieurs questions subsidiaires relatives à des causes d’excuse (ex : la provocation) ou au contraire aggravantes (ex : la préméditation). Les jurés devront répondre par oui ou par non à ces questions sans devoir justifier leur choix.
Après la présentation du questionnaire, les 12 jurés se retirent seuls dans une « salle de délibération » où ils débattront ensemble avant de répondre chacun par bulletin secret. Les 12 jurés sont seuls dans leur salle. Personne d’autre ne peut y entrer et les jurés sont coupés du monde extérieur durant toute leur délibération qui peut durer plusieurs heures, ou plusieurs jours. Aucun temps maximum n’est d’ailleurs imparti à cette délibération.
Le chef du jury est chargé de dépouiller les bulletins. Si une majorité est favorable à l’accusé, il est acquitté. Dans le cas contraire, l’accusé est déclaré coupable. La décision du jury exprimée par ses réponses au questionnaire constitue le verdict.
L’égalité parfaite, 6 contre 6, est favorable à l’accusé.
À l’issue de la délibération, le jury revient dans la salle d’audience. Le chef du jury fait connaître la réponse du jury aux différentes questions sans motiver sa décision. Cette phase se déroule en l’absence de l’accusé.
L’accusé est ensuite à nouveau introduit dans la salle d’audience. Le greffier, à la demande du président, signifie oralement les réponses au questionnaire.
En cas d’acquittement, l’accusé retrouve immédiatement la liberté.
En cas de verdict de culpabilité, un débat sur la peine prend place.

#### Cas particulier
Dans le cas de 7 réponses affirmatives contre 5 négatives à une question principale de culpabilité, le jury fait son retour dans la salle d’audience pour signifier ce cas particulier. La cour (le président et ses deux assesseurs) se retire alors seule pour délibérer afin d’examiner si elle se rallie à la majorité du jury. Si la cour se rallie au jury, l’accusé est déclaré coupable. Dans le cas contraire, l’acquittement est prononcé.

### Débat sur la peine
En cas de culpabilité, les parties civiles n’ont plus à ce stade le droit de s’exprimer. Ce débat concerne uniquement le ministère public et la défense.
Le président donne d’abord la parole à l’avocat général pour son réquisitoire dans lequel il réclamera une peine au nom de la société.
La défense de l’accusé prend ensuite la parole pour répondre à ce réquisitoire et éventuellement trouver des circonstances atténuantes à l’accusé. Ce dernier a ensuite une toute dernière fois la parole.
Contrairement au débat sur la culpabilité, la cour et le jury se retirent ensuite ensemble pour délibérer sur la peine à infliger. La cour et le jury sont libres d’être plus sévères ou plus cléments que l’avocat général par rapport aux arguments développés dans le réquisitoire ou ceux avancés par la défense.
À l’issue de ce débat, une peine est infligée. Elle constitue l’« arrêt de la cour d’assises ». Contrairement au verdict, l’arrêt est motivé.
En Belgique, l’arrêt de la cour d’assises n’est pas passible d’appel. Seul un éventuel pourvoi en cassation est envisageable pour vices de procédure ou mauvaise interprétation ou application de la loi. La cour de cassation n’examinera donc pas le fond de l’affaire.

### Débat sur les intérêts civils
Après l’arrêt, un dernier débat public, nettement plus court, intervient en dehors de la présence des jurés et de l’accusé. Il concerne les indemnisations réclamées par les parties civiles.

## Vers une réforme de la Cour d’Assises
La loi du 5 février 2016 "modifiant le droit pénal et la procédure pénale et portant des dispositions diverses en matière de justice", a tenté de réduire les compétences de la cour d’assises mais la cour constitutionnelle a annulé cette réforme dans son arrêt 148/2017, déclarant la loi anticonstitutionnelle dans le sens où elle violait l'article 150 de la Constitution imposant au législateur de réserver au moins au jury les crimes les plus graves.

## Liste des cours d'assises
La cour d'assises de chaque province (et celle de Bruxelles-Capitale) siège dans les communes suivantes : 
- Cour d'assises d'Anvers : à Anvers
- Cour d'assises du Limbourg : à Tongres
- Cour d'assises de la Flandres-Orientale : à Gand
- Cour d'assises de la Flandres-Occidentale : à Bruges
- Cour d'assises de Namur : à Namur
- Cour d'assises de Liège : à Liège
- Cour d'assises du Luxembourg : à Arlon
- Cour d'assises de Bruxelles-Capitale : à Bruxelles
- Cour d'assises du Brabant Flamand : à Louvain
- Cour d'assises du Brabant Wallon : à Nivelles
- Cour d'assises du Hainaut : à Mons